# Сиротенко Василь Трохимович
Василь Трохимович Сиротенко (9 листопада 1915 — 9 серпня 2006) — радянський, український і російський історик, антикознавець, спеціаліст із історії Пізньої Античності.

## Життєпис
Народився у селі Стрижівка Волинської губернії (тепер входить до Любарської селищної громади Житомирської області).
Навчався у Стрижівській початковій школі, Любарській семирічці. 1929 року Василь Сиротенко, учень 6 класу, став одночасно учителем лікбезу та почав навчати грамоті односельчан.
Закінчив робфак у Шполі та історичний факультет Київського університету (1939), викладав у Чернігівському педагогічному інституті.
З кінця 1939 року проходив службу в армії. Учасник Німецько-радянської війни. В. Т. Сиротенко був командиром взвода, роти, комендантом штаба дивізії, ад'ютантом командира дивізії. З серпня 1942 року й до закінчення війни він служив старшим офіцером зв'язку, потім помічником начальника оперативного відділу штабу 59-ї армії. Василю Трохимовичу доводилося діяти й за лінією фронту, в німецькому тилу. Він брав активну участь у звільненні від нацистської окупації Кракова. У деяких публікаціях зустрічаються відомості, що у січні 1945 року у Кракові В. Т. Сиротенко спас Кароля Войтилу — майбутнього Папу Римського Івана Павла II.
Кавалер орденів Вітчизняної війни I і II ступенів, ордену «Червоної Зірки», медалей «За відвагу», «За оборону Ленінграда», нагороджений іншими медалями. Двічі був поранений.
Після війни знову викладав у Чернігові, де працював старшим викладачем і деканом історичного факультету, потім — в Калузькому педагогічному інституті, захистив кандидатську дисертацію «Відносини з Візантією племен і народностей Північного Причорномор'я і Подунав'я у IV—VI ст.».
З 1954 року працював у Пермському державному педагогічному інституті, з 1955 року — доцент, а пізніше — професор у Молотовському (Пермському) університеті ім. О. М. Горького. 1969 року захистив докторську дисертацію «Міжнародні відносини в Європі у IV—VI ст.» (ступінь присвоєна 1975 року), з 1974 року завідував кафедрою історії Давнього світу та Середніх віків Пермського університету.
Протягом 1976—1998 років — професор кафедри загальної історії Дніпропетровського державного університету. З 1998 року був професором кафедри загальної історії у Армавірському педагогічному університеті.
Був двічі одружений, мав трьох синів — Володимира, Леоніда й Олександра та дочку Ларису.

## Наукова діяльність
В. Т. Сиротенко ще студентом зацікавився історією Пізньої Античності. Він критично відносився до поширеної у радянській історіографії концепції «революції рабів» у кінці античності, яка нібито стала причиною падіння Римської імперії, а також до уявлень про варварів як про союзників «революційного» руху. На його думку, наслідки варварських вторгнень для населення Середземномор'я, особливо Західної Римської імперії, були негативними і потрібно говорити не про об'єднання варварів з «революційними» рухами, а навпаки, про об'єднання і самоорганізацію римлян для боротьби з варварами і про придушення центральною адміністрацією народних рухів за допомогою варварів. Така оцінка варварських вторгнень В. Т. Сиротенком була наближеною до ряду поглядів деяких західних спеціалістів (Б. Ворд-Перкінс, С. Малбергер).

## Основні праці
- Введение в историю международных отношений в Европе IV—VI вв. Ч. I. Источники (1973).
- История международных отношений в Европе во второй половине IV — начале VI вв. (1975).
- Народные движения в поздней Римской империи и образование варварских королевств (1988).
- Народные движения в Северной Африке и королевство вандалов и аланов (1990).
- Культура эпохи Возрождения (1993, у співавторстві).